# 아우구스트 비어
아우구스트 카를 구스타프 비어(독일어: August Karl Gustav Bier, 1861년 11월 24일 ~ 1949년 3월 12일)는 독일의 외과의사였다. 척추마취와 정맥부위마취를 최초로 시행한 인물이다.

## 초기 의학 경력
비어는 1881년 베를린 샤리테 대학 병원에서 의학 공부를 시작했으며, 1882년 라이프치히 대학교로 옮겼고, 1883년 다시 킬 대학교로 전학했다. 1886년 킬 대학교에서 의학 학위를 받은 후, 발트해의 주요 항구 도시인 킬 외곽에서 일반의와 선박 외과의로 일했다. 1888년 비어는 프리드리히 폰 에스마르히의 지도 아래 킬 대학 외과 클리닉에서 레지던트를 시작했다. 그라이프스발트와 본에서 교수직을 거친 후, 베를린 샤리테 대학 병원의 외과 수석 의사이자 추밀원 외과 교수로 임명되었다.

## 척추마취

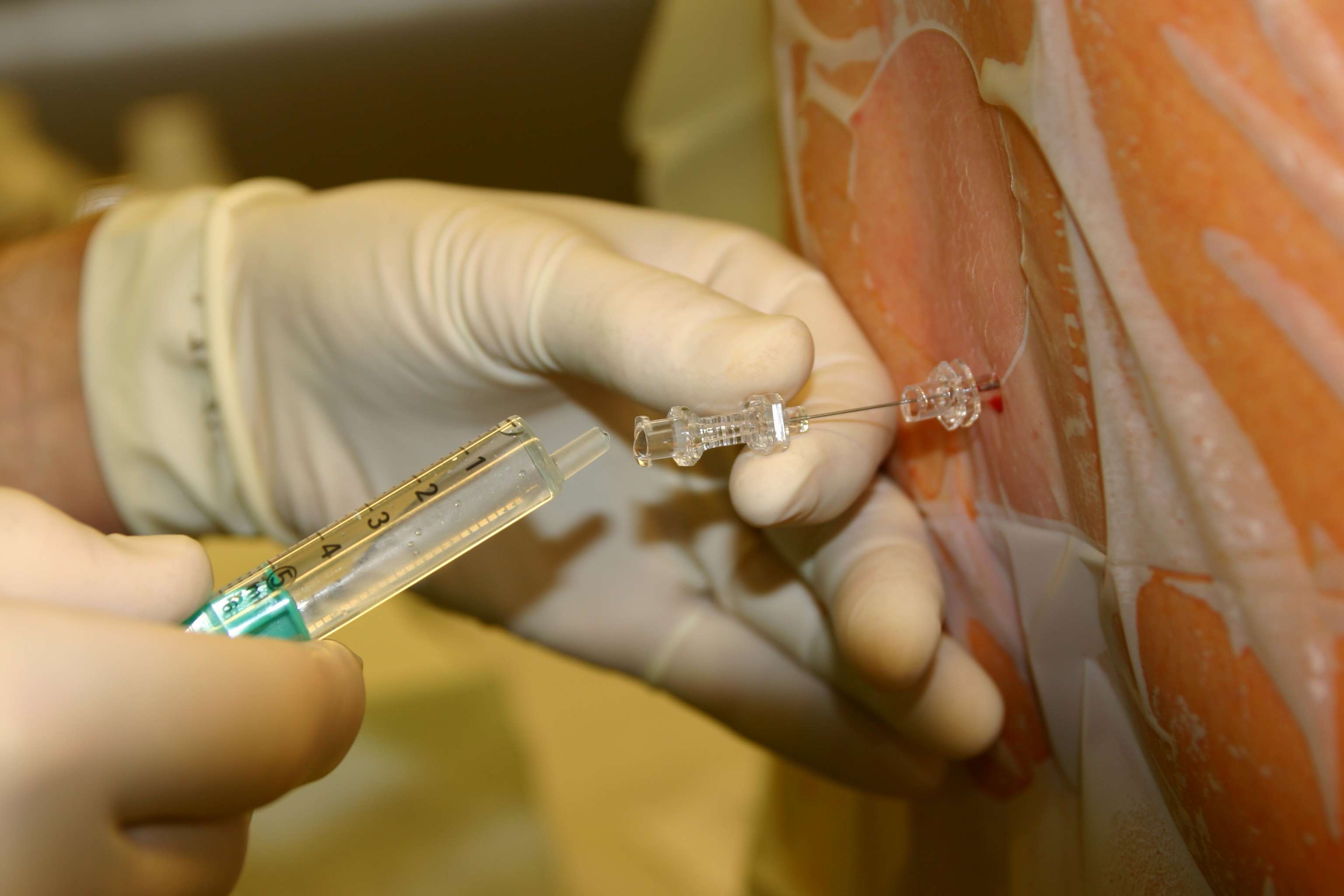
척추마취 중 25 게이지 척추 바늘을 통해 흐르는 뇌척수액

1898년 8월 16일, 비어는 킬 대학 왕립 외과 병원에서 최초로 척추마취 하에 수술을 시행했다. 환자는 결핵으로 인해 심하게 감염된 좌측 발목의 부분 절제술을 받기로 예정되어 있었으나, 이전의 여러 차례 수술에서 전신마취로 인한 심각한 부작용을 겪었기 때문에 전신마취를 두려워했다. 따라서 비어는 전신마취의 대안으로 척수의 "코카인화"를 제안했다. 비어는 15 mg의 코카인을 척수강 내에 주입했고, 이는 수술을 진행하기에 충분했다. 수술 중 환자는 완전히 의식이 있었지만 통증을 느끼지 않았다. 수술 2시간 후, 환자는 메스꺼움, 구토, 심한 두통, 등과 발목의 통증을 호소했다. 구토, 등과 다리 통증은 다음 날까지 호전되었으나, 두통은 여전히 남아있었다. 비어는 유사한 기술을 사용하여 추가로 5명의 환자에게 척추마취를 시행했으며, 비슷한 결과를 얻었다.
이 6명의 환자에 대한 일련의 실험 후, 비어는 자신의 보조원인 아우구스트 힐데브란트가 시행하는 척추마취를 받기로 했다. 불행히도, 힐데브란트가 척추 바늘을 정확히 삽입하여 뇌척수액이 계속 흘러나오는 와중에, 주사기가 바늘의 허브에 맞지 않는다는 사실이 그제야 발견되었다. 주사기를 바늘 허브에 맞추려는 노력 중에 상당량의 뇌척수액이 유출되었고, 주입하려던 코카인의 대부분이 손실되어 결과적으로 척추마취는 완전히 실패했다. 같은 날 저녁, 비어는 힐데브란트에게 코카인 척추마취를 시행했다. 주사 후, 힐데브란트는 일시적으로 다리를 움직이거나 감각을 느낄 수 없었다. 그의 다리의 깊은 마취 상태는 점점 더 고통스러운 자극을 통해 입증되었는데, 이는 대퇴골까지 바늘을 삽입하는 것, 정강이를 쇠망치로 타격하는 것, 음모를 강제로 뽑는 것, 고환에 "강한 압박과 견인"을 가하는 것 등이 있었다. 두 명은 그날 저녁 늦게 와인과 시가로 성공을 자축했다. 비어의 이전 실험 대상자들과 마찬가지로, 비어와 힐데브란트 모두 심각한 척추마취 후 두통을 경험했다. 힐데브란트의 증상은 약 4일간 지속되었고, 비어는 9일 동안 침대에 누워있어야 했다.

## 정맥부위마취
1908년, 비어는 정맥부위마취의 사용을 선구적으로 시작했다. 이 기술은 흔히 "비어 차단"이라고 불린다. 이 시술은 주로 손, 손목, 아래팔에 대한 짧은 시간의 수술에 자주 사용된다. 또한 발, 발목, 다리에 대한 짧은 시간의 수술에도 사용될 수 있다.

## 샤리테
1903년 비어는 본 대학교의 정교수로 임용되어 1907년까지 강의했다. 그 후 베를린으로 이주하여 샤리테 베를린 대학 병원의 외과 추밀원 교수 및 수석 외과의사로 임명되었다. 비어는 1911년 독일 외과 학회 회장으로 선출되었다. 그는 빌헬름 2세 황제, 러시아의 니콜라이 2세의 가족 구성원, 블라디미르 레닌과 같은 많은 중요 인물들을 치료했다.
그가 당대 가장 뛰어난 외과 의사였다고 할 수 있지만, 모든 수술이 성공적이었던 것은 아니다. 후고 슈티네스(당시 세계에서 가장 부유한 사업가이자 정치인 중 한 명)는 1924년 4월 10일, 비어가 담낭절제술을 시행한 지 약 한 달 후에 사망했다. 1925년 2월 24일, 비어는 독일의 초대 대통령이자 1919년 바이마르 헌법에 서명한 프리드리히 에베르트에게 충수절제술을 시행했다. 충수염 진단을 받기 전 2주 동안 고통받았던 에버트는 수술 후 4일 만에 패혈성 쇼크로 사망했다.
비어는 1928년 페르디난트 자우에르브루흐(1875년~1951년)가 그 자리를 맡을 때까지 베를린 샤리테의 수석 외과의사로 재직했다. 비어는 1932년 은퇴할 때까지 샤리테에서 명예 교수로 남아 있었다.

## 스포츠 의학
비어는 스포츠 의학 분야의 선구자로 여겨지며, 이 분야를 하나의 학문으로 확립하는 데 중추적인 역할을 했다. 그는 아르투어 말비츠와 함께 1919년 베를린 대학교에서 스포츠 의학에 관한 최초의 강의를 조직했다. 비어는 1920년 설립부터 1932년까지 베를린의 독일 체육 대학의 이사로 재직했다. 자우어브루흐가 1933년까지 임시로 학교를 이끌었고, 이후 카를 게프하르트가 이사직을 맡았다. 게프하르트는 베를린의 첫 스포츠 의학 교수가 되었다. 그는 비어의 방법을 확장하여 스포츠 의학에 학문적 접근을 채택하고 학위를 수여했다.

## 수상 경력
1910년, 비어는 에든버러 대학의 카메론 치료학상을 수상했다. 독일 황제 빌헬름 2세는 비어에게 추밀원 칭호를 수여했다. 1936년 11월 24일, 비어는 독일 제국의 독수리 방패를 받았다. 1938년 1월 30일, 비어는 아돌프 히틀러가 그해 노벨상을 대체하기 위해 만든 상인 독일 국가 예술과학상을 받은 단 9명 중 한 명이 되었다. 히틀러는 독일인들이 노벨상을 받는 것을 금지했었다.

## 죽음
비어의 아내 안나는 1947년에 사망했다. 1949년 1월, 그는 뇌졸중을 앓았고 이후 소련 점령 하의 자우엔에서 인플루엔자와 폐렴에 걸려 1949년 3월에 87세의 나이로 사망했다. 부부는 소유한 영지에 위치한 숲에 묻혔다.

## 더 읽어보기
- Goerig, M; Beck, H (1996). “Priority conflict concerning the discovery of lumbar anesthesia between August Bier and August Hildebrandt”. 《Anasthesiol Intensivmed Notfallmed Schmerzther》 (독일어) 31 (2): 111–9. doi:10.1055/s-2007-995885. PMID 8652763. S2CID 259981707.
- "This won't hurt a bit," New Scientist, vol 173 issue 2330 - 16 February 2002, page 48.